# Liste der Biografien/Veri
Liste der Biografien |
Portal Biografien |
Personensuche
# |
A |
B |
C |
D |
E |
F |
G |
H |
I |
J |
K |
L |
M |
N |
O |
P |
Q |
R |
S |
T |
U |
V |
W |
X |
Y |
Z |
?
 
Va |
Vd |
Ve |
Vh |
Vi |
Vj |
Vl |
Vn |
Vo |
Vr |
Vs |
Vt |
Vu |
Vy
 
Vea |
Veb |
Vec |
Ved |
Vee |
Veg |
Veh |
Vei |
Vej |
Vek |
Vel |
Vem |
Ven |
Veo |
Veq |
Ver |
Ves |
Vet |
Veu |
Vev |
Vex |
Vey |
Vez
 
Vera |
Verb |
Verc |
Verd |
Vere |
Verf |
Verg |
Verh |
Veri |
Verj |
Verk |
Verl |
Verm |
Vern |
Vero |
Verp |
Verq |
Verr |
Vers |
Vert |
Veru |
Verv |
Verw |
Very |
Verz
Die Liste der Biografien führt alle Personen auf, die in der deutschsprachigen Wikipedia einen Artikel haben. Dieses ist eine Teilliste mit 27 Einträgen von Personen, deren Namen mit den Buchstaben „Veri“ beginnt.

## Veri
- Veri, Rinaldo (* 1952), italienischer Admiral

### Veria
- Vériane, Renée de (1865–1947), französische Journalistin und Cartoonistin

### Veric
- Verica, britonischer König der Atrebaten
- Verica, Tom (* 1964), amerikanischer Schauspieler, Filmregisseur und -produzent

### Verif
- Verifiziert (* 1996), österreichische SängerinVerifiziert (* 1996)

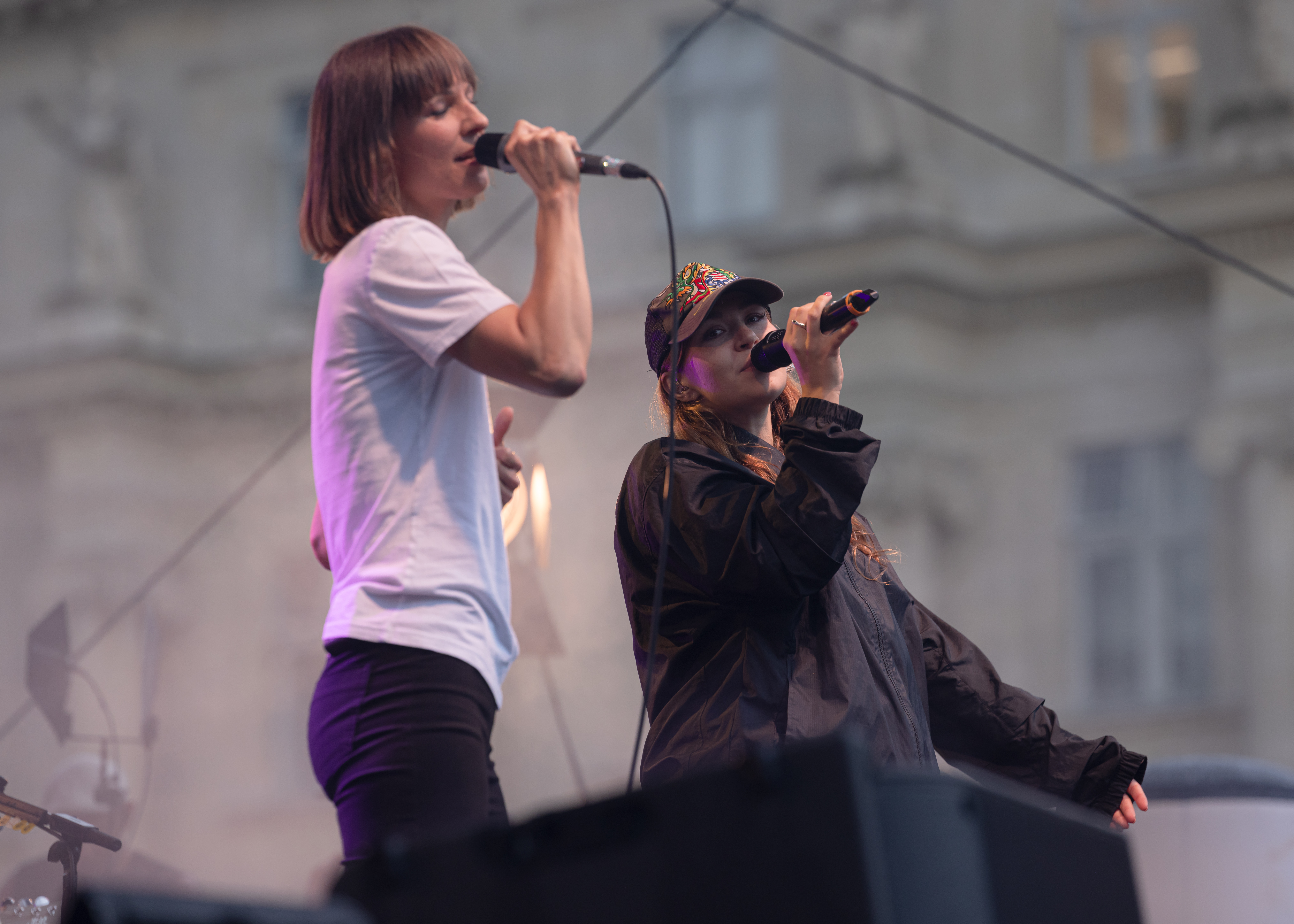
Verifiziert (* 1996)

### Verin
- Verina (432–484), Ehefrau des byzantinischen Kaisers Leo I.
- Vérineux, André-Jean (1897–1983), französischer römisch-katholischer Geistlicher, Bischof und Apostolischer Administrator in China und Taiwan
- Vering, Bradley (* 1977), US-amerikanischer Ringer
- Vering, Carl (1871–1955), deutscher Jurist, Unternehmer, Philosoph und Mäzen
- Vering, Carl Hubert (1834–1897), deutscher Bauunternehmer und Unternehmensgründer
- Vering, Friedrich Heinrich (1833–1896), deutscher Rechtswissenschaftler und Hochschullehrer
- Vering, Hermann (1846–1922), deutscher Bauunternehmer und Pionier des Verkehrswegebaus
- Vering, Hermann Carl (1879–1955), deutscher Politiker und Industrieller
- Vering, Jan (1954–2021), deutscher Gospelsänger, Zeitungsredakteur und Dramaturg
- Veringa, Gerard (1924–1999), niederländischer Politiker (KVP und CDA)
- Verino, Benedetto (1512–1570), italienischer Künstler, Kupferstecher in der Renaissance in Italien

### Veris
- Veríssimo, Azumir (1935–2012), brasilianischer Fußballspieler
- Verissimo, Dany (* 1982), französische Schauspielerin, Model und ehemalige Pornodarstellerin
- Veríssimo, Érico (1905–1975), brasilianischer Schriftsteller, Literaturwissenschaftler und Übersetzer
- Veríssimo, Fábio (* 1982), portugiesischer Fußballschiedsrichter
- Veríssimo, José (1857–1916), brasilianischer Schriftsteller, Journalist und Literaturkritiker
- Veríssimo, Lucas (* 1995), brasilianischer Fußballspieler
- Veríssimo, Luís Fernando (* 1936), brasilianischer Schriftsteller, Kolumnist und Comic-Zeichner

### Verit
- Vérité, Auguste-Lucien (1806–1887), französischer Uhrmacher
- Verity, Ruggero (1883–1959), italienischer Lepidopterologe
- Verity, William (1917–2007), US-amerikanischer Geschäftsmann und Politiker

### Veriu
- Verius Superstis, Quintus, römischer Offizier (Kaiserzeit)